# 陳鏞基
陳鏞基（音譯：馬耀·吉洛，1983年7月13日—），為台灣棒球選手，外號「台灣轟炸機」、「阿基獅」，目前效力於中華職棒統一7-ELEVEn獅，主要守備位置原為游擊手，由於守備範圍與傷勢，目前已轉以三壘手、一壘手為主。

## 學生棒球
國小時就加入少棒隊，之後與棒球這項運動結下不解之緣，在國中、高職與大學的求學期間內，都加入了學校的棒球隊，而在2004年時，陳鏞基與美國職棒西雅圖水手隊簽約，開始了他的旅美生涯。
在小學時期加入了長濱國小少棒隊，在這段時間裡，他曾參加過謝國城盃全國少棒錦標賽等賽事，而在1992年的謝國城盃全國少棒錦標賽中，長濱國小少棒隊曾與日本茨城南部隊交手，在這場比賽裡，長濱國小少棒隊雖以3比6落敗，但陳鏞基與高義勇、林馴偉三人在最後一局的漂亮反攻，使得球隊連得3分，沒讓日本茨城南部隊完封球隊。
上了國中後，陳鏞基成為泰源國中隊員，但在加入球隊以後，陳鏞基一度逃離球隊，甚至想要放棄棒球，幸虧在身為牧師的雙親不間斷的鼓勵，以及當時中華隊國際賽的奮戰精神的推波助瀾之下，陳鏞基在荒廢練習的一年後選擇回到棒球場上，今天台灣球迷才有幸能夠看到陳鏞基在場上活躍的表現。
國中畢業後，陳鏞基進入高苑工商就讀，不能免俗地，陳鏞基在此時仍加入了棒球隊，而在這段時間裡，他打過高中棒球聯賽硬式組、興農牛盃全國青棒菁英賽與王貞治盃全國青棒錦標賽等國內賽事，扮演強打角色的陳鏞基在這些賽事中都有著不錯的表現，為學校與高雄縣爭光。而後，陳鏞基更獲選為第四屆亞洲青棒錦標賽中華青棒代表隊隊員。
大學時期，陳鏞基進入國立體院棒球隊，在這段時間，陳鏞基除了參與協會杯成棒賽、成棒春季聯賽等國內賽事，在國際賽事方面，他也常被選入中華代表隊，代表國家出賽，諸如第二十一屆荷蘭哈連盃、第十屆荷蘭港口盃與第二十二屆亞洲棒球錦標賽等國際賽事，都可在中華隊的名單中看到他的名字，並與國手隊友胡金龍並稱為「金鏞連線」。

## 職棒時期

### 美國職棒
2004年1月，美國職棒西雅圖水手隊找上陳鏞基，並與他簽約，同年，陳鏞基就拿下短期1A盜壘王的頭銜。此外，陳鏞基雖已開始他的旅美生涯，但每逢國家徵召，他仍會回來為國出力，像是2004年第二十八屆雅典奧運、2005年第三十六屆世界盃棒球錦標賽、2006年第一屆世界棒球經典賽、第十五屆卡達多哈亞運等國際賽事都可見到他的身影。
2007年陳鏞基首度升上3A，但是在出賽5場後隨即因為肩膀舊傷復發，導致2007年球季報銷，經開刀治療、休養並持續復健，直到10月初，由球團指派至亞利桑那秋季聯盟比賽，同時打出不錯成績。陳鏞基於台北時間2007年11月21日首度登錄於40人名單中，成為第二位以內野手身分登錄於40人名單中的台灣選手，並有機會在隔年爭取在大聯盟出賽。
2008年陳鏞基第二年在3A，但因肩膀傷勢仍未完全復原並持續復健情形下參與比賽，隨後又接連發生一些小傷。6月底因膝蓋傷勢進入傷兵名單並開刀，並未再出賽。球季結束後，西雅圖水手隊為了調整戰力欲將陳鏞基移出40人名單，故依規定將他放置於讓渡名單中，而奧克蘭運動家隊藉此選走陳鏞基，並放入40人名單內。
陳鏞基將在2009年從運動家隊出發，也因此，為了拼上大聯盟，因而婉拒參加第二屆世界棒球經典賽，不過卻在球季開季前，運動家隊為了戰力調整，故依規定又將陳鏞基放置於讓渡名單中，但因沒有其餘球隊選走，因此被移出40人名單，本季將要從2A打起。2010年6月被奧克蘭運動家隊釋出，同月加盟匹茲堡海盜隊，從 2A 的 Altonna Curve 出發，但年底仍然離隊。

### 統一7-ELEVEn獅
2010年年底陳鏞基經由經紀公司代為繳交選秀意願書，將投入中華職棒新人選秀會，擁有第一順位狀元籤的統一7-ELEVEn獅隊立即表示有意願網羅，並在選秀前即達成默契及簽約合約內容，而後陳鏞基在選秀會上以狀元身分入隊，當天簽下複數年合約，並立下成為隊史首位「打擊率三成的先發游擊手」之目標。
在2022年再次與胡金龍組成金鏞連線，在生涯末期的二人，再次相遇，並聯手帶領統一獅拿下許多勝場。

## 經歷
- 台東縣長濱鄉長濱國小少棒隊
- 台東縣泰源國中青少棒隊
- 高雄縣高苑工商青棒隊
- 國立體院（台灣啤酒）棒球隊
- 美國職棒西雅圖水手隊（新人聯盟－小聯盟3A）（2004年－2008年）
  - 2004年-短期1A-艾佛列特綠襪
  - 2005年-1A-威斯康辛木紋響尾蛇
  - 2006年-高階1A-內陸帝國區聖伯納汀諾66人
  - 2006年-新人聯盟-亞利桑那水手
  - 2006年-2A-聖安東尼奧傳會
  - 2007年-3A-塔科瑪雨山
  - 2008年-3A-塔科瑪雨山
- 美國職棒奧克蘭運動家隊（新人聯盟－小聯盟3A）（2008年－2010年6月2日） 
  - 2009年-新人聯盟-亞利桑那運動家
  - 2009年-2A-密德蘭搖滾獵犬
  - 2009年-3A-沙加緬度河貓
  - 2010年-2A-密德蘭搖滾獵犬
- 美國職棒匹茲堡海盜隊（小聯盟2A）（2010年6月26日－2010年12月15日） 
  - 2010年-2A-艾頓那曲球
- 中華職棒統一7-ELEVEn獅（2011年－）

### 電影演出
- 《球愛天空》，飾演：自己（2012年）

## 個人年表

### 旅美時期
- 2004年1月，陳鏞基與美國職棒大聯盟的西雅圖水手隊正式簽約，以約30萬美元的簽約金及交換學生的方式，前往美國挑戰棒球最高殿堂。西雅圖水手隊於簽約時指出：「我們認為他是亞洲最優秀的年輕野手，非常有潛力，我們將以最好的資源全力培養他。」
- 2004年2月底，陳鏞基赴美參加春訓，春訓後被分發到小聯盟的1A艾佛列特綠襪隊，主要擔任二壘手及三壘手，全季繳出打擊率.300、打點34分、3支全壘打、盜壘25次的成績，但也發生16次守備失誤。同年8月代表台灣參加雅典奧運，因而未參加西北聯盟明星賽。
- 2006年季初，陳鏞基效力於隸屬美國職棒大聯盟西雅圖水手隊的農場系統 - 小聯盟High 1A內陸帝國區聖伯納汀諾66人隊，季中升上2A的聖安東尼奧傳會（英语：San Antonio Missions）隊。2007年季初升上3A的塔科瑪雨山隊。
- 2008年11月12日，西雅圖水手因戰力調整，將陳鏞基從40人名單移到讓渡名單，結果在11月13日，奧克蘭運動家隊宣布將陳鏞基簽下。
- 2009年，從奧克蘭運動家2A密德蘭搖滾獵犬（英语：Midland RockHounds）隊開始，之後升上3A沙加緬度河貓（英语：Sacramento River Cats）隊。
- 2010年6月3日，因為肩膀及膝蓋的傷勢，遭奧克蘭運動家釋出，經過一個月內找到了新球隊匹茲堡海盜簽小聯盟約往2A出發。

### 中華職棒
- 2010年12月15日填妥選秀意願書，委由經紀公司繳至中華職棒，投入中職22年的選秀會，並成為選秀狀元。
- 2010年12月20日統一7-ELEVEn獅隊表示與陳鏞基溝通合約愉快，以月薪30萬、3年複數年約加盟。

- 2011年5月29日於屏東球場出戰兄弟象隊，於登場打擊時遭一記自打強襲球擊中左膝下方脛骨痛到被隊友抬出場，經賽後檢查後發現是左小腿脛骨裂傷，雖無需動刀但預計最少要休養三個月後至例行賽結束才有可能復出。
- 2011年第五屆亞洲職棒大賽中華職棒冠軍代表隊
- 2012年古巴亞洲巡迴對抗賽中華台北代表隊
- 2013年世界棒球經典賽資格賽中華台北代表隊
- 2013年第三屆世界棒球經典賽中華台北代表隊
- 2013年第七屆亞洲職棒大賽中華職棒冠軍代表隊
- 2014年2月11日與統一7-ELEVEn獅隊續約兩年，總額1020萬新台幣，分別月薪為40萬元、45萬元。
- 2015年第一屆世界12強棒球賽中華成棒代表隊
- 2016年1月11日與統一7-ELEVEn獅隊續約兩年，總額1224萬新台幣，分別月薪為50萬元、52萬元。
- 2016年中、日職交流對抗賽中華台北CPBL代表隊

## 職棒生涯成績

### 美國職棒
- 平均打擊率/上壘率/長打率為0.287/0.341/0.403，共擊出515支安打，其中24支為全壘打

### 中華職棒
| 年度 | 球隊           | 出賽 | 打數 | 安打 | 全壘打 | 打點 | 盜壘 | 四死 | 三振 | 壘打數 | 雙殺打 | 打擊率 | 上壘率 | 長打率 | OPS   |
| ---- | -------------- | ---- | ---- | ---- | ------ | ---- | ---- | ---- | ---- | ------ | ------ | ------ | ------ | ------ | ----- |
| 2011 | 統一7-ELEVEn獅 | 69   | 286  | 84   | 7      | 45   | 5    | 30   | 38   | 127    | 8      | 0.313  | 0.377  | 0.474  | 0.851 |
| 2012 | 統一7-ELEVEn獅 | 104  | 392  | 107  | 8      | 57   | 6    | 48   | 59   | 156    | 14     | 0.273  | 0.348  | 0.398  | 0.846 |
| 2013 | 統一7-ELEVEn獅 | 101  | 385  | 121  | 9      | 51   | 18   | 42   | 46   | 169    | 7      | 0.314  | 0.376  | 0.439  | 0.815 |
| 2014 | 統一7-ELEVEn獅 | 100  | 353  | 111  | 6      | 54   | 14   | 33   | 58   | 156    | 13     | 0.314  | 0.367  | 0.442  | 0.809 |
| 2015 | 統一7-ELEVEn獅 | 107  | 342  | 95   | 14     | 50   | 16   | 37   | 57   | 164    | 10     | 0.278  | 0.344  | 0.480  | 0.824 |
| 2016 | 統一7-ELEVEn獅 | 99   | 394  | 129  | 20     | 95   | 11   | 39   | 87   | 208    | 5      | 0.327  | 0.385  | 0.528  | 0.913 |
| 2017 | 統一7-ELEVEn獅 | 111  | 377  | 115  | 15     | 69   | 9    | 38   | 71   | 174    | 10     | 0.305  | 0.361  | 0.462  | 0.823 |
| 2018 | 統一7-ELEVEn獅 | 96   | 306  | 93   | 12     | 54   | 8    | 36   | 95   | 140    | 3      | 0.304  | 0.347  | 0.458  | 0.805 |
| 2019 | 統一7-ELEVEn獅 | 85   | 267  | 85   | 11     | 44   | 6    | 33   | 66   | 131    | 7      | 0.318  | 0.391  | 0.491  | 0.882 |
| 2020 | 統一7-ELEVEn獅 | 102  | 306  | 109  | 14     | 63   | 10   | 34   | 82   | 168    | 8      | 0.356  | 0.416  | 0.549  | 0.965 |
| 2021 | 統一7-ELEVEn獅 | 83   | 174  | 35   | 4      | 22   | 6    | 27   | 41   | 51     | 6      | 0.201  | 0.304  | 0.293  | 0.597 |
| 2022 | 統一7-ELEVEn獅 | 52   | 141  | 33   | 1      | 16   | 1    | 15   | 28   | 40     | 4      | 0.234  | 0.304  | 0.284  | 0.588 |
| 2023 | 統一7-ELEVEn獅 | 86   | 262  | 88   | 5      | 48   | 4    | 26   | 43   | 120    | 4      | 0.336  | 0.392  | 0.458  | 0.850 |
| 2024 | 統一7-ELEVEn獅 | 75   | 225  | 70   | 5      | 39   | 1    | 26   | 30   | 99     | 8      | 0.311  | 0.379  | 0.440  | 0.819 |
| 合計 | 14年           | 1270 | 4192 | 1275 | 131    | 707  | 115  | 464  | 801  | 1903   | 107    | 0.304  | 0.369  | 0.454  | 0.823 |

## 特殊記錄

### 旅美時期與業餘
- 唯一同時入選2003年世界盃及亞錦賽國手的業餘野手。
- 入選2004年西北聯盟明星賽。
- 2005年，世界盃棒球賽明星二壘手。
- 2006年，美國職棒小聯盟「未來之星」明星賽先發二壘手。
- 2006年，杜哈亞運 對韓國單場雙響砲陽春全壘打。
- 2006年，洲際盃棒球賽最佳二壘手。
- 2006年，於第一屆世界棒球經典賽對戰中國隊賽後面對中國記者的訪問，以我們是臺灣隊選手的名稱駁斥了記者的台北隊一詞。[2]

### 中華職棒
- 2013年6月13日，出戰義大犀牛隊，從希克手中擊出首局首打席全壘打，由於僅打一局因雨裁定取消延賽，該季的第八轟也因此無法列為聯盟紀錄。
- 2014年8月17日，於桃園球場對戰Lamigo桃猿隊，五局上從林國裕手中擊出個人職棒生涯第400支安打。
- 2014年中華職棒二十五年年度游擊手最佳十人獎。
- 2015年5月2日，於天母球場對戰中信兄弟隊，達成個人職棒生涯第400場出賽。
- 2015年9月3日，於台南球場對戰中信兄弟隊，九局下從陳鴻文手中擊出兩分打點全壘打，同時也是個人職棒生涯第500支安打。
- 2015年9月8日，於新莊球場對戰中信兄弟隊，七局上從伍鐸手中擊出個人職棒生涯第100支二壘安打。
- 2016年4月21日，於洲際球場對戰中信兄弟隊，達成個人職棒生涯第500場出賽。
- 2016年4月27日，於斗六棒球場對戰義大犀牛隊，擊出生涯第一次單場三響砲，也是中職史上第19人、第22次單場三響砲之紀錄。[3]
- 2017年中華職棒二十八年年度三壘手最佳十人獎。
- 2019年9月11日，在台南球場對戰富邦悍將隊達成生涯百轟。
- 2020年7月24日，在台南球場對戰中信兄弟隊達成生涯千安。
- 2020年8月26日，在新莊棒球場對戰富邦悍將隊達成生涯百盜。[4]
- 2020年11月7日，於洲際棒球場對戰中信兄弟隊的台灣大賽第六戰，在8局上獲得單局2次四壞球保送，也破了中職記錄。[5]
- 2022年6月11日，在桃園球場對戰樂天桃猿隊達成生涯1100支安打紀錄。[6]

## 私人生活
2011年1月31日與交往近10年的屏東排灣族女友盧施羽步入禮堂。

## 外部連結
- 陳鏞基的Facebook專頁
- 陳鏞基在台灣棒球維基館上的頁面（繁體中文）
- 陳鏞基在中華職棒官網
- 陳鏞基在Baseball-Reference.com（小聯盟以及海外聯盟）（英语）
- 陳鏞基在Olympedia（英语）

| 前任： 張耿豪 | 中華職棒新人選秀狀元 2011年         | 繼任： 林晨樺 |
| 獎項          |                                     |               |
| 前任： 張志豪 | 中華職棒明星賽MVP 2012年            | 繼任： 王勝偉 |
| 前任： 蔣智賢 | 中華職棒最佳十人獎（三壘手） 2017年 | 繼任： 蔣智賢 |